# 古拉山
古拉山（英語：Gula Mons）是在金星的艾斯特拉區西方的一座火山，地理座標約為北緯22度，東經359度，它的高度約3公里。名稱源自巴比倫的健康與醫療的女神 古拉。

## 另外参考
- 金星 - Gula Mons 的 3-D 透视图，喷气推进实验室,Jet Propulsion Laboratory,1996年2月8日 （页面存档备份，存于）
- 金星 - Gula Mons 的介绍，美国国家航空航天局摄影杂志,2005年10月5日 （页面存档备份，存于）